# Indotyphlus
Indotyphlus es un género de anfibios gimnofiones de la familia Caeciliidae
Las especies adscritas al género hasta ahora son estas 2:
- Indotyphlus battersbyi Taylor, 1960
- Indotyphlus maharashtraensi Giri, Wilkinson y Gower, 2004